# Thorleif Mikkelsen
Thorleif Mikkelsen, född 5 februari 1897 i Kristiania (nuvarande Oslo), död 25 mars 1967 i Stavanger, var en norsk skådespelare.
Mikkelsen filmdebuterade 1937 i Leif Sindings Ungt blod. Han kom sammanlagt att medverka i sju filmer under 1930- och 1940-talen, de flesta i Sindings regi. Mikkelsen var också verksam vid Det Nye Teater och Trøndelag Teater.

## Filmografi
- 1937 – Ungt blod
- 1939 – De värnlösa
- 1939 – Gjest Baardsen – en norsk Lasse-Maja
- 1940 – Tante Pose
- 1941 – Den kärleken, den kärleken!
- 1943 – Sangen til livet
- 1943 – Den nye lægen